# Holické povstání

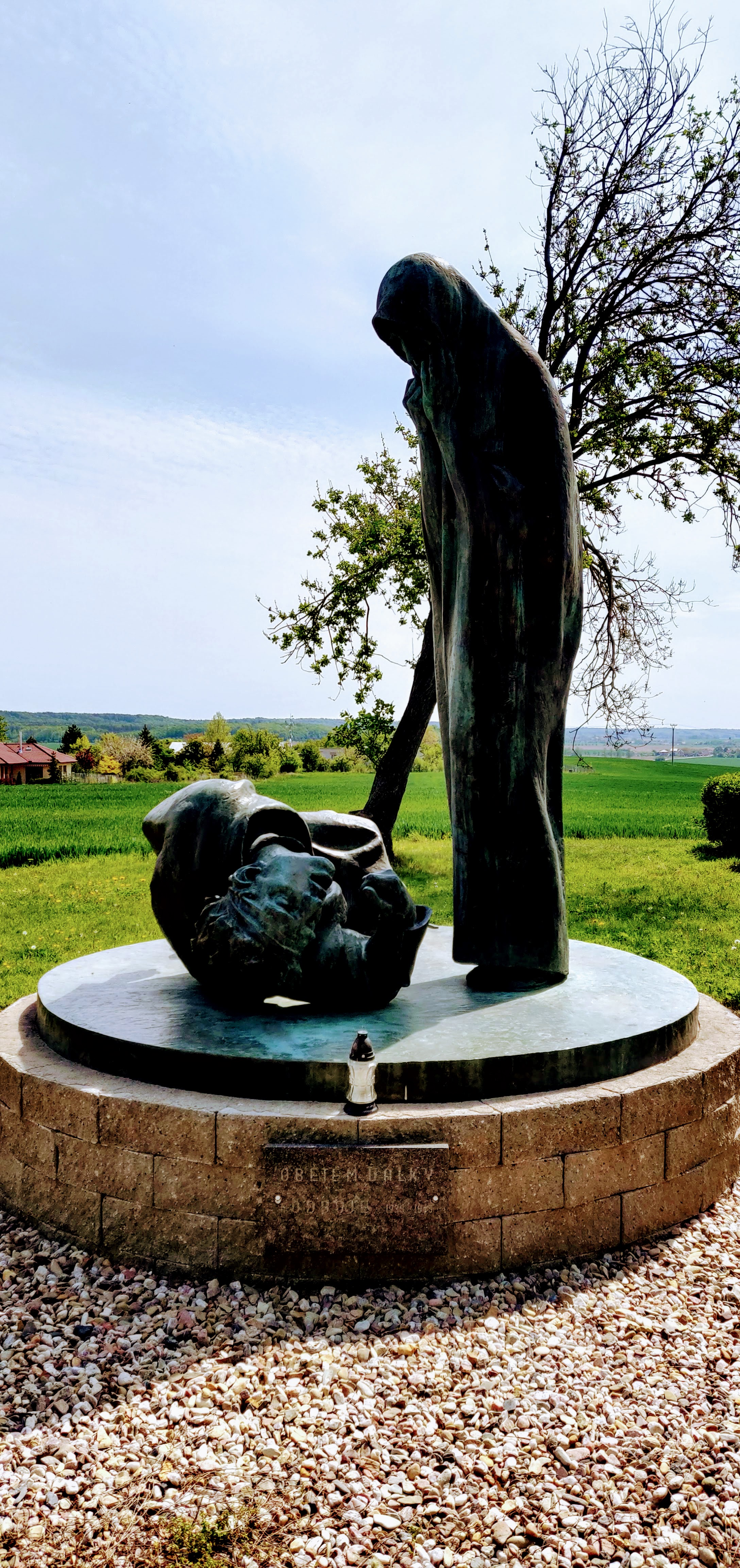
Pomník obětem války a odboje, přemístěný od sokolovny ke vstupu na hřbitov

Holické povstání bylo ozbrojené vystoupení obyvatel Holic proti německé okupaci 5. května 1945, na konci druhé světové války.

## Průběh povstání
5. května 1945 kolem 10 hodin ranní do Holic přišla zpráva o povstání v Praze. V městě bylo tou dobou již rušno. Brzy poté na náměstí vpochodovali partyzáni. Partyzánský velitel a po něm učitel Pilný, jenž stál v čele místního Národního výboru, přednesli projevy. Začali být odzbrojováni četníci. Major Pfaffelhuber, jenž stál v čele místní posádky, povstalce vyzval k návratu do práce. Ti místo toho zaútočili na vagon se zbraněmi. Zahynul přitom student Jiří Balcar. Pušky ve vagonech byly poté rozděleny mezi občany. Na jednu pušku však bylo jen 3–5 nábojů. Další zbraně, které se ocitly v rukou povstalců, byly panzerfausty a 5 děl. Tři děla byla prozatím ponechána na náměstí, jedno bylo dáno na železniční přejezd přes silnici ve směru na Vysoké Mýto. Poslední dělo bylo ve Starých Holicích. Silnice do Vysokého Mýta byla také zablokována vagonem. Na kostelní věži vznikla pozorovatelna a okolo města byly rozestavěny hlídky.
Povstalci se poté pokusili obsadit Hirschovu továrnu na obuv (nyní Junker), kde bylo 40 německých vojáků. Vyjednávač s tlumočníkem požadovali, aby se německá posádka vzdala a složila zbraně. Němci na ně ale zahájili palbu. Vyjednávání skončilo smrtí českého vyjednavače. Jeho tlumočník, syn velitele četnické stanice v Holicích, devatenáctiletý student František však jako odvetu zabil 2 německé vojáky a unikl. V následujícím útoku na objekt zahynuli 3 povstalci. Němci měli také ztráty. Nakonec došlo k vzájemné dohodě o neútočení.
Mezi tím se v městě objevilo německé auto. Mířilo na Vysoké Mýto, ale dojelo jen na náměstí, kde bylo zničeno granátem. Němci však uprchli do domu pana Vohralíka. Byli zlikvidováni asi po půl hodině. Tvrdé boje se také rozhořely o školu v Rovni obsazené Němci. Holičtí tam vyslali auto dobrovolníků. Do boje byl dokonce nasazen i německý tank a 35 povstalců bylo zajato.
Německé útoky na Holice přicházely hlavně od Vysokého Mýta. Během pozdního odpoledne přišel nejtěžší útok. Ten však byl neúspěšný a pouze jedinému Němci se povedlo uprchnout. Celkem bylo během 5. května zajato 100 německých vojáků a ukořistěna řada ručních zbraní a 11 kulometů. Situaci povstalců ztěžovalo to, že Pardubice, Hradec Králové, Vysoké Mýto a jiná okolní města byla pevně v rukou německých armád.
Večer byly rozestavěny po obvodu města hlídky a partyzáni odešli do lesů. Ráno 6. května se partyzáni vrátili. Přes město se snažili projít němečtí vojáci prchající na západ. Byli však odzbrojováni a zajímáni. Někteří se bránili zajetí. Bylo takto zajato asi 200 německých vojáků. Před desátou se nad Holicemi objevilo průzkumné letadlo Storch. To však poté zmizelo. Kolem druhé hodiny se objevily nad městem 3 bombardéry a začaly ho bombardovat. Současně s bombardováním začal i pozemní útok, kterého se účastnily i jednotky SS. 1 letadlo bylo poškozeno a druhé sestřeleno palbou z ručních zbraní. Němci měli výraznou početní převahu, partyzáni raději ustoupili do lesa a Němci město obsadili.

## Po povstání
Němečtí vojáci okamžitě začali rabovat. Zapálili několik domů a osvobodili Němce, kteří byli v boji zajati. Všichni muži byli odvedeni na Javůrku. Zde byli prohledáni. Každý, kdo měl v kapse náboj nebo třeba zablácené boty, byl zastřelen. Celé to trvalo 2 hodiny. Poté bylo několik desítek z nich odvezeno do Vysokého Mýta jako rukojmí a zbytek poslán do sokolovny. Rukojmí ve Vysokém Mýtě byli využiti k získání slibu, že proti německým vojákům v Holicích nebude podniknuta žádná akce. Aby tuto hrozbu Němci zdůraznili, podpálili radnici. V radnici byla spousta zbraní a uměleckých děl vysoké hodnoty. Lidé z okolních domů se museli vystěhovat, protože začala vybuchovat uskladněná munice. Hašení bylo povoleno až 7. května. 7–8. května Němci Holice opustili. 10. května do města vstoupila Rudá armáda a 21. května došlo ke slavnostní přehlídce partyzánské jednotky. Při ní byl, zřejmě v rámci vyřizování osobních účtů, zastřelen kapitán Korovin, který partyzánům velel.

## Význam povstání
Holice blokovaly hlavní silnici na Prahu, která tak nemohla být použita k ústupu. Také bylo řadě jednotek znemožněno zasahovat proti Praze, kde se v té době bojovalo.